# 山口二矢
山口 二矢（やまぐち おとや、1943年（昭和18年）2月22日 - 1960年（昭和35年）11月2日）は、1960年（昭和35年）10月12日に発生した浅沼稲次郎暗殺事件の実行犯。
1960年（昭和35年）10月12日、政党代表放送で演説中の日本社会党の党首浅沼稲次郎を脇差様の刃物で殺害した。山口は逮捕され東京少年鑑別所内で縊死した。

## 略歴

### 生涯前半

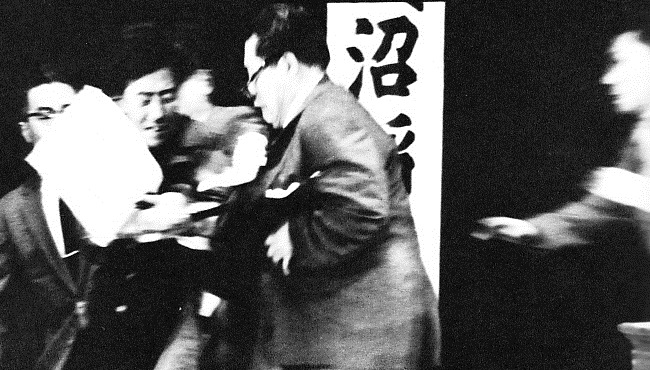
浅沼暗殺時の山口（左から2人目）

1943年（昭和18年）、のちに陸上自衛官となる山口晋平と大衆作家村上浪六の三女夫妻の次男として、東京都台東区谷中で生まれた。次男として生まれたことから、晋平が姓名判断をした上で、「二の字に縁が多い」ことによって名前を二矢と名付けた。
父の晋平は東京の会社員の子として生まれ、成城高等学校 (旧制)では演劇に熱中し日本俳優学校にも在籍した人物で、東北帝国大学経済学部卒業後は保険会社、学生演劇の座長、おでん屋「都市劇場」経営、昭和鉱業朝鮮支社勤務などを経て結婚し、二矢が幼少の頃は陸軍通訳として南方に派遣されていた。戦後も古本の露天商、手相見、農地改革協議会、証券処理調整協議会の営業などを転々としたのち国家公務員試験を受けて1949年に国税庁の広報に入り、その後人事院報道課長、警察予備隊、監査官、中央会計隊長、一佐と進み、札幌勤務を経て防衛庁自衛隊陸上幕僚監部で隊員用の懇親雑誌『修親』の編集を担当、事件のあった翌年には退職後を見据えて工学院大学夜間部の建築科に入学予定だった。
二矢は父親の転職や異動により小学校2校、中学校3校、高校2校を転校したため、友人の少ない少年期を送った。自衛隊に批判的であった当時、父親を侮辱されたように感じ、左翼教師に向かって右翼的発言で論戦することもあったが、教師たちは強圧的に批判するか無視するかだった。
晋平は『白い役人』などの著書もあり、自由と個人主義を好む人物だったが、子供たちの礼儀作法にうるさかった。母方の伯父である文化史家の村上信彦は事件後の寄稿で、命令と一喝が晋平の家庭教育であったと思うと書いている。2歳上の兄は中央大学工学部で土木を学び、二矢より先に日本愛国党に入り、1959年にメーデーのデモ隊と愛国党が衝突した際には道交法違反で逮捕されたりもしたが、ゼネコン社員を経て弁理士となり特許事務所を経営、著書もいくつか物した。
二矢は幼年時代から新聞やニュースを読み、国体護持の闘争に身を投じて政治家たちを激烈に批判し、早くから右翼思想を持った兄の影響を受けて右翼活動に参加することになった。中学から高校の初めまでは晋平の勤務地の関係で、札幌で生活した。1958年（昭和33年）玉川学園高等部に進んだが、晋平の転勤が発令されたため、札幌の光星学園へ転校。しかし、再び東京へ戻って玉川学園に転入した。兄の検挙に刺激された二矢も赤尾敏の思想に傾倒して入党した。

### 民族主義運動

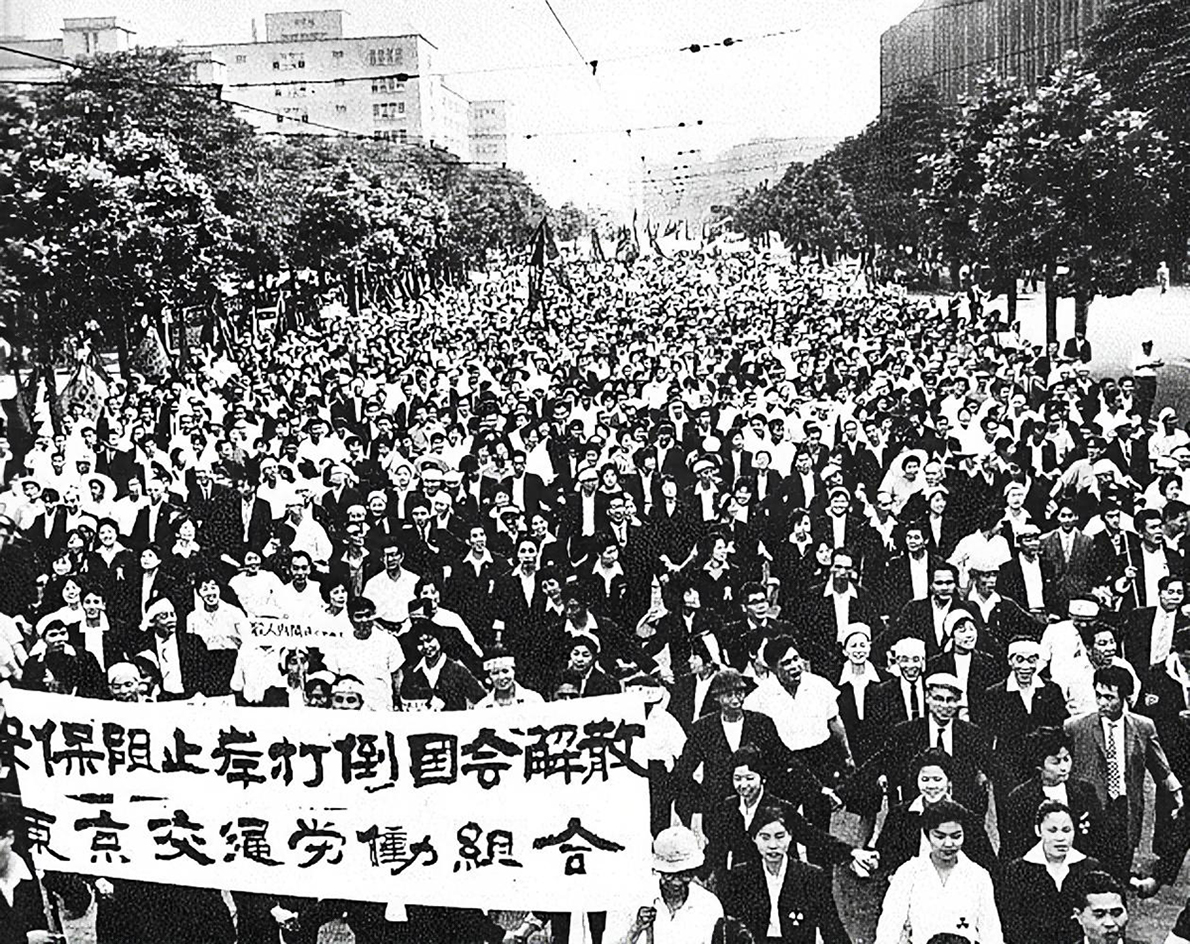
日比谷公園から国会に向かって行進するデモ参加者

1959年（昭和34年）5月10日、16歳で愛国党総裁赤尾敏の演説を聞いて感銘を受け、赤尾敏率いる大日本愛国党に入党し、愛国党の青年本部員となった。赤尾の「日本は革命前夜にある。青年は今すぐ左翼と対決しなければならない！」という言葉に感動し、赤尾が次の場所に移動しようとした時、トラックに飛び乗り、「私も連れて行って欲しい」と頼み込んだ。しかし、この時には赤尾に静かに拒絶された。その後、玉川学園高等部を中退。山梨県北巨摩郡小淵沢町（現・北杜市）で嶽南義塾をしていた杉本広義のもとでしばらく厄介になり、杉本の紹介で大東文化大学の聴講生となった。
赤尾の演説に対して野次を飛ばす者がいると、野次の者に殴りかかっていくこと等を継続した。左派の集会解散と右派人士保護を率先して行った。ビラ貼りをしているときに、警察官と取っ組み合いの乱闘をしたこともあった。愛国党の入党後半年で、10回も検挙された。1959年（昭和34年）12月に保護観察4年の処分を受けた。
1960年（昭和35年）5月29日、同志党員2人らとともに愛国党を脱党した。
1960年（昭和35年）6月17日、右翼青年たちが社会党顧問である河上丈太郎を襲撃する事件が起こった時、「自分を犠牲にして売国奴河上を刺したことは、本当に国を思っての純粋な気持ちでやったのだと思い、敬服した。私がやる時には殺害するという徹底した方法でやらなくてはならぬ」と評価した。
7月1日、同志たちと一緒に全アジア反共連盟東京都支会の結成に参加した。
10月4日、自宅でアコーディオンを探していたところ、偶然脇差を見つけた。鍔はなく、白木の鞘に収められているもので、「この脇差で殺そうと決心した」という。明治神宮を参拝し、すぐに小林武日教組委員長、野坂参三日本共産党議長宅にそれぞれ電話。「大学の学生委員だが教えてもらいたいことがある」と面会を申し込む計画だったが、小林委員長は転居、野坂議長は旅行中だったので、共にすぐに実行できず失敗した。
10月12日、自民・社会（現在の社会民主党）・民社の三党の党首立会演説会において、当時日本社会党の委員長だった浅沼稲次郎を殺害する計画を立て、刀袋などを準備し東京都千代田区の日比谷公会堂に向かって歩いていった。

### 浅沼稲次郎暗殺事件
1960年（昭和35年）10月12日に日比谷公会堂で演説中の浅沼を刺殺し、現行犯逮捕された。当時17歳で、少年法により実名非公開対象であったが、事件の重大さから名前が公表されている。
浅沼殺害時に、ポケットに入れていたとされる斬奸状の文面は以下の通りである。
自決を試みたがすぐに飛びついた巡査によって逮捕された。事件直後、警察は「背後関係を徹底的に洗う」としたが、山口はあくまで単独犯行だと供述した。
一方自衛隊は、父・晋平が幹部自衛官（1等陸佐）であることから批判の累が及ぶことを恐れ、晋平の辞職を望んだ。晋平は親と子は別と考え当初は拒んでいたが、結局事件3日後の10月15日に依願退職した。

### 自殺

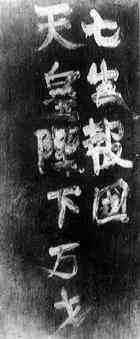
山口による「七生報国　天皇陛下万才」の文字

11月2日、東京少年鑑別所の東寮2階2号室で、支給された歯磨き粉で壁に指で「七生報国　天皇陛下万才」（原文ママ）と記し、シーツを裂いて縄状にして天井の裸電球を包む金網にかけ、首吊り自殺した（若松孝二監督の映画『11・25自決の日 三島由紀夫と若者たち』の冒頭に、このシーンが再現されている）。なお、辞世の句「国のため　神州男児　晴れやかに　ほほえみ行かん　死出の旅路に」「大君に　仕えまつれる　若人は　今も昔も　心かわらじ」も残している。
右翼団体は盛大な葬儀を行い、英雄視した。沢木耕太郎の『テロルの決算』によれば、山口はテロの標的として浅沼委員長のほか河野一郎や野坂参三など政治家もリストに加えていた。

### 死後
毎年11月2日に右翼団体が追慕祭（山口二矢烈士墓前祭）を開催している。大日本愛国党総本部の祭壇には、山口のデスマスクが祀られている。事件の際止めに入った刑事が刃を素手で掴んだため、二矢は刃を引くのを躊躇い、短刀から手を離したという噂を聞いた沢木耕太郎は、刑事を診察したことがある医師を1977年に取材、刑事の掌の傷跡は浅く、噂は事実であったことを確認した。

## 影響
聴講生として所属していた形になる大東文化大学は、この事件が起きた後、世間の批判を恐れ「《大東文化大学は新聞紙上に社会党委員長浅沼稲次郎氏刺殺の山口二矢は本大学、学生委員と自称しておりますが、同人は本大学の学生ではありませんので、ここに通告いたします》と「急告」を出し、二矢の（学生としての）在籍を否定した。一方、学校法人玉川学園の小原國芳は事件後も二矢を自分の大切な生徒とみなし、少しも変わらぬ態度で接した。三島由紀夫は「学生とのティーチ・イン」に収録される一橋大学での学生との対話で、山口について「非常にりっぱだ。あとでちゃんと自決しているからね。あれは日本の伝統にちゃんと従っている。」と評している。

## 関連作品

### 小説
- 大江健三郎『セヴンティーン』文學界1961年1月号（新潮文庫『性的人間』所収）
- 大江健三郎『政治少年死す―セヴンティーン第二部』文學界1961年2月号（『大江健三郎全小説 3』講談社、2018年7月、所収）[注 3]

## 演じた俳優
- タモト清嵐 11・25自決の日 三島由紀夫と若者たち（若松孝二監督、2012年）